# Vòng loại Giải vô địch bóng đá nữ U-20 Bắc, Trung Mỹ và Caribe 2014
Vòng loại Giải vô địch bóng đá nữ U-20 Bắc, Trung Mỹ và Caribe 2014 diễn ra từ tháng 7 tới tháng 10 năm 2013 nhằm tìm ra các đội tuyển tham dự vòng chung kết tại Quần đảo Cayman. Hai đội tuyển Hoa Kỳ và México được đặc cách vào thẳng vòng chung kết.

## Vòng loại Trung Mỹ
Có ba đội Trung Mỹ dự vòng chung kết.

### Bảng 1
Diễn ra ở Honduras.
| Đội         | Tr | T | H | B | BT | BB | HS | Đ |
| ----------- | -- | - | - | - | -- | -- | -- | - |
| Honduras    | 3  | 2 | 1 | 0 | 5  | 3  | +2 | 7 |
| Guatemala   | 3  | 2 | 0 | 1 | 6  | 4  | +2 | 6 |
| El Salvador | 3  | 1 | 1 | 1 | 6  | 7  | -1 | 4 |
| Belize      | 3  | 0 | 0 | 3 | 6  | 10 | -4 | 0 |

| 21 tháng 8 năm 2013 |     |             |  |
| Guatemala           | 2–0 | El Salvador |  |
|                     |     |             |  |
| Honduras            | 2–1 | Belize      |  |
| 23 tháng 8 năm 2013 |     |             |  |
| Belize              | 3–4 | Guatemala   |  |
|                     |     |             |  |
| Honduras            | 2–2 | El Salvador |  |
| 25 tháng 8 năm 2013 |     |             |  |
| El Salvador         | 4–3 | Belize      |  |
|                     |     |             |  |
| Honduras            | 1–0 | Guatemala   |  |

### Bảng 2
Diễn ra ở Belize.
| Đội        | Tr | T | H | B | BT | BB | HS | Đ |
| ---------- | -- | - | - | - | -- | -- | -- | - |
| Costa Rica | 2  | 2 | 0 | 0 | 5  | 2  | +3 | 6 |
| Nicaragua  | 2  | 0 | 1 | 2 | 2  | 3  | -1 | 1 |
| Panama     | 2  | 0 | 1 | 1 | 2  | 4  | –2 | 1 |

| 7 tháng 9 năm 2013  |       |            |  |
| Panama              | 1 – 1 | Nicaragua  |  |
| 9 tháng 9 năm 2013  |       |            |  |
| Nicaragua           | 1 – 2 | Costa Rica |  |
| 11 tháng 9 năm 2013 |       |            |  |
| Panama              | 1 – 3 | Costa Rica |  |

### Play-off
Hai đội nhì bảng thi đấu hai lượt đi và về vào các ngày 17 và 21 tháng 9 để chọn ra đội thứ ba khu vực Trung Mỹ lọt vào vòng chung kết.
| Đội 1     | TTS   | Đội 2     | Lượt đi | Lượt về |
| --------- | ----- | --------- | ------- | ------- |
| Nicaragua | 1 - 7 | Guatemala | 0 - 5   | 1 - 2   |

## Vòng loại Caribe
Có hai đội Caribe dự vòng chung kết.

### Vòng một
Đội nhất và nhì mỗi bảng lọt vào vòng hai.

#### Bảng 1
Diễn ra ở Cộng hòa Dominica.
| Đội                | Tr | T | H | B | BT | BB | HS  | Đ |
| ------------------ | -- | - | - | - | -- | -- | --- | - |
| Trinidad và Tobago | 2  | 2 | 0 | 0 | 8  | 0  | +8  | 6 |
| Cộng hòa Dominica  | 2  | 1 | 0 | 1 | 5  | 3  | +2  | 3 |
| Aruba              | 2  | 0 | 0 | 2 | 0  | 10 | –10 | 0 |

| 9 tháng 7 năm 2013  |     |                    |  |
| Cộng hòa Dominica   | 0–3 | Trinidad và Tobago |  |
| 11 tháng 7 năm 2013 |     |                    |  |
| Trinidad và Tobago  | 5–0 | Aruba              |  |
| 13 tháng 7 năm 2013 |     |                    |  |
| Cộng hòa Dominica   | 5–0 | Aruba              |  |

#### Bảng 2
Diễn ra ở Quần đảo Virgin thuộc Anh.
| Đội                       | Tr | T | H | B | BT | BB | HS  | Đ |
| ------------------------- | -- | - | - | - | -- | -- | --- | - |
| Anguilla                  | 3  | 3 | 0 | 0 | 5  | 1  | +4  | 9 |
| Saint Kitts và Nevis      | 3  | 2 | 0 | 1 | 16 | 2  | +14 | 6 |
| Antigua và Barbuda        | 3  | 1 | 0 | 2 | 4  | 5  | -1  | 3 |
| Quần đảo Virgin thuộc Anh | 3  | 0 | 0 | 3 | 0  | 17 | –17 | 0 |

| 16 tháng 7 năm 2013       |      |                      |  |
| Saint Kitts và Nevis      | 4–0  | Antigua và Barbuda   |  |
|                           |      |                      |  |
| Quần đảo Virgin thuộc Anh | 0–2  | Anguilla             |  |
| 18 tháng 7 năm 2013       |      |                      |  |
| Anguilla                  | 2–1  | Saint Kitts và Nevis |  |
|                           |      |                      |  |
| Quần đảo Virgin thuộc Anh | 0–4  | Antigua và Barbuda   |  |
| 20 tháng 7 năm 2013       |      |                      |  |
| Quần đảo Virgin thuộc Anh | 0–11 | Saint Kitts và Nevis |  |
|                           |      |                      |  |
| Antigua và Barbuda        | 0–1  | Anguilla             |  |

#### Bảng 3
Diễn ra ở Suriname.
| Đội                         | Tr | T | H | B | BT | BB | HS  | Đ |
| --------------------------- | -- | - | - | - | -- | -- | --- | - |
| Suriname                    | 3  | 3 | 0 | 0 | 10 | 0  | +10 | 9 |
| Grenada                     | 3  | 2 | 0 | 1 | 6  | 5  | +1  | 6 |
| Dominica                    | 3  | 1 | 0 | 2 | 5  | 8  | –3  | 3 |
| Saint Vincent và Grenadines | 3  | 0 | 0 | 3 | 1  | 9  | –8  | 0 |

| 16 tháng 7 năm 2013         |     |                             |  |
| Saint Vincent và Grenadines | 0–3 | Grenada                     |  |
|                             |     |                             |  |
| Dominica                    | 0–4 | Suriname                    |  |
| 18 tháng 7 năm 2013         |     |                             |  |
| Dominica                    | 3–1 | Saint Vincent và Grenadines |  |
|                             |     |                             |  |
| Suriname                    | 3–0 | Grenada                     |  |
| 20 tháng 7 năm 2013         |     |                             |  |
| Grenada                     | 3–2 | Dominica                    |  |
|                             |     |                             |  |
| Suriname                    | 3–0 | Saint Vincent và Grenadines |  |

#### Bảng 4
Diễn ra ở Jamaica.
| Đội     | Tr | T | H | B | BT | BB | HS  | Đ |
| ------- | -- | - | - | - | -- | -- | --- | - |
| Jamaica | 3  | 3 | 0 | 0 | 17 | 1  | +16 | 9 |
| Cuba    | 3  | 2 | 0 | 1 | 11 | 2  | +9  | 6 |
| Bermuda | 3  | 1 | 0 | 2 | 3  | 11 | –8  | 3 |
| Curaçao | 3  | 0 | 0 | 3 | 0  | 17 | –17 | 0 |

| 23 tháng 7 năm 2013 |     |         |  |
| Cuba                | 6–0 | Curaçao |  |
|                     |     |         |  |
| Bermuda             | 0–7 | Jamaica |  |
| 25 tháng 7 năm 2013 |     |         |  |
| Bermuda             | 0–4 | Cuba    |  |
|                     |     |         |  |
| Jamaica             | 8–0 | Curaçao |  |
| 27 tháng 7 năm 2013 |     |         |  |
| Curaçao             | 0–3 | Bermuda |  |
|                     |     |         |  |
| Jamaica             | 2–1 | Cuba    |  |

### Vòng hai
Vòng hai diễn ra ở Jamaica. Hai đội mỗi đầu bảng lọt vào vòng bán kết.

#### Bảng 1
| Đội                | Tr | T | H | B | BT | BB | HS  | Đ |
| ------------------ | -- | - | - | - | -- | -- | --- | - |
| Trinidad và Tobago | 3  | 3 | 0 | 0 | 15 | 2  | +13 | 9 |
| Cuba               | 3  | 2 | 0 | 1 | 14 | 5  | +9  | 6 |
| Anguilla           | 3  | 0 | 1 | 2 | 1  | 10 | –9  | 1 |
| Grenada            | 3  | 0 | 1 | 2 | 4  | 17 | –13 | 1 |

| 18 tháng 10 năm 2013 |     |                    |  |
| Trinidad và Tobago   | 3–0 | Anguilla           |  |
|                      |     |                    |  |
| Cuba                 | 7–2 | Grenada            |  |
| 20 tháng 10 năm 2013 |     |                    |  |
| Anguilla             | 0–6 | Cuba               |  |
|                      |     |                    |  |
| Grenada              | 1–9 | Trinidad và Tobago |  |
| 22 tháng 10 năm 2013 |     |                    |  |
| Anguilla             | 1–1 | Grenada            |  |
|                      |     |                    |  |
| Trinidad và Tobago   | 3–1 | Cuba               |  |

#### Bảng 2
| Đội                  | Tr | T | H | B | BT | BB | HS  | Đ |
| -------------------- | -- | - | - | - | -- | -- | --- | - |
| Jamaica              | 3  | 3 | 0 | 0 | 18 | 1  | +17 | 9 |
| Cộng hòa Dominica    | 3  | 2 | 0 | 1 | 9  | 3  | +6  | 6 |
| Saint Kitts và Nevis | 3  | 1 | 0 | 2 | 6  | 19 | –13 | 3 |
| Suriname             | 3  | 0 | 0 | 3 | 3  | 13 | –10 | 0 |

| 19 tháng 10 năm 2013 |      |                      |  |
| Jamaica              | 11–0 | Saint Kitts và Nevis |  |
|                      |      |                      |  |
| Cộng hòa Dominica    | 3–0  | Suriname             |  |
| 21 tháng 10 năm 2013 |      |                      |  |
| Cộng hòa Dominica    | 5–1  | Saint Kitts và Nevis |  |
|                      |      |                      |  |
| Suriname             | 0–5  | Jamaica              |  |
| 23 tháng 10 năm 2013 |      |                      |  |
| Saint Kitts và Nevis | 5–3  | Suriname             |  |
|                      |      |                      |  |
| Jamaica              | 2–1  | Cộng hòa Dominica    |  |

### Vòng đấu loại trực tiếp

#### Bán kết
| 25 tháng 10 năm 2013 |     |                   |  |
| Trinidad và Tobago   | 2–1 | Cộng hòa Dominica |  |
| 26 tháng 10 năm 2013 |     |                   |  |
| Jamaica              | 5–1 | Cuba              |  |

#### Tranh hạng ba
| 27 tháng 10 năm 2013 |     |      |  |
| Cộng hòa Dominica    | 2–1 | Cuba |  |

#### Chung kết
Hai đội lọt vào vòng chung kết.
| 28 tháng 10 năm 2013 |     |         |  |
| Trinidad và Tobago   | 0–1 | Jamaica |  |